# Trisannabrücke

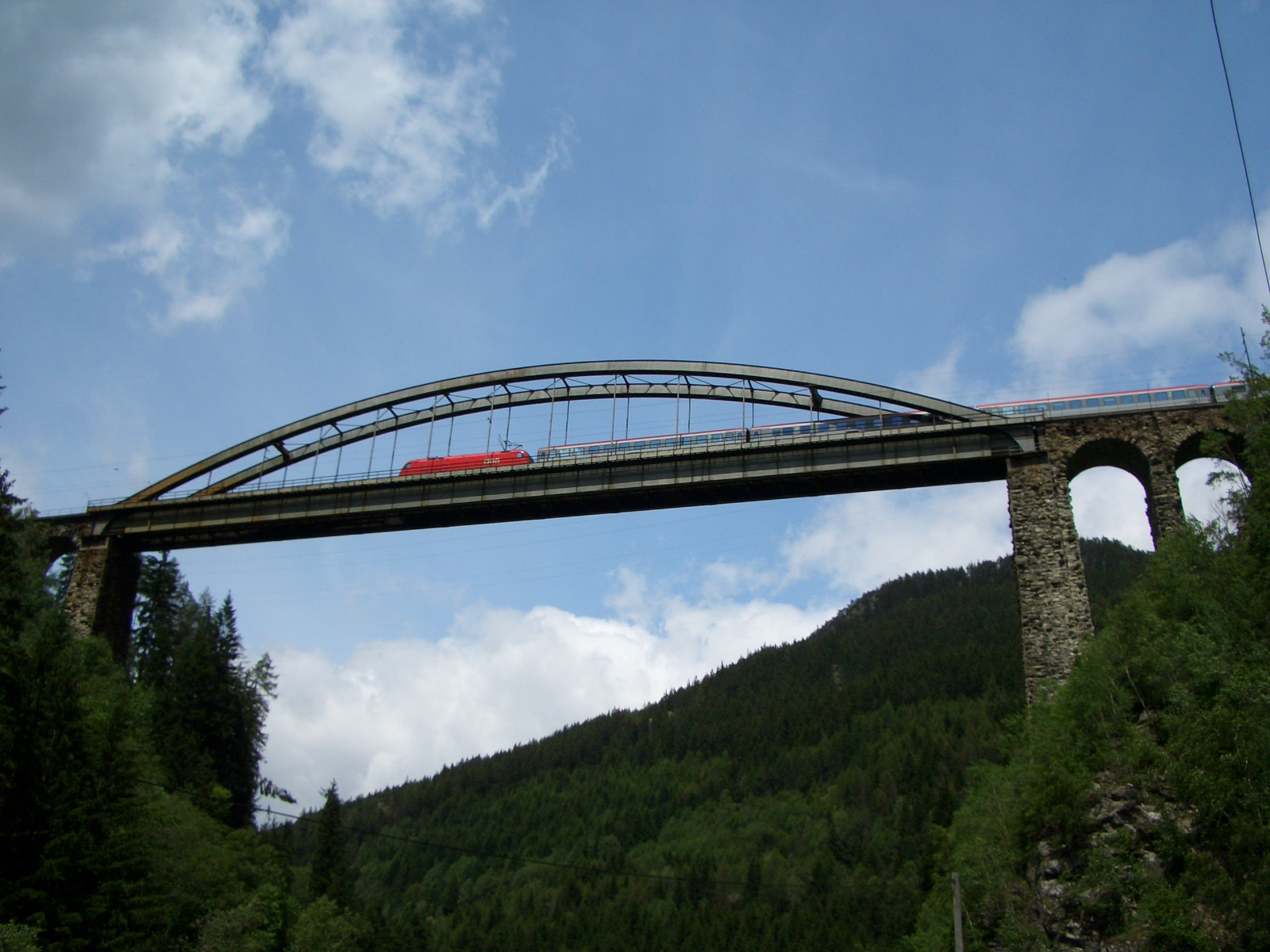
Trisannabrücke mit ÖBB EC 662

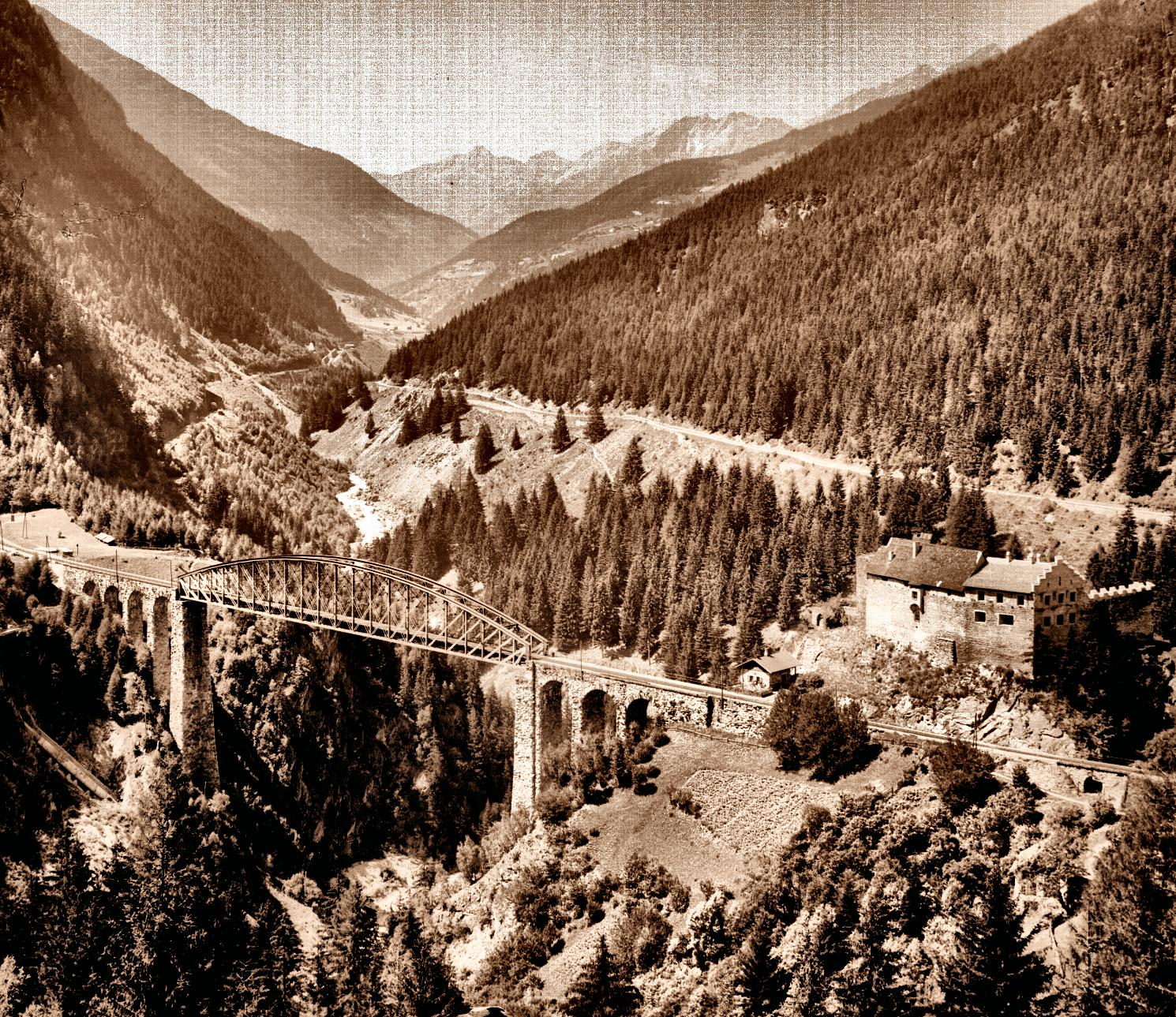
Ursprungsausführung

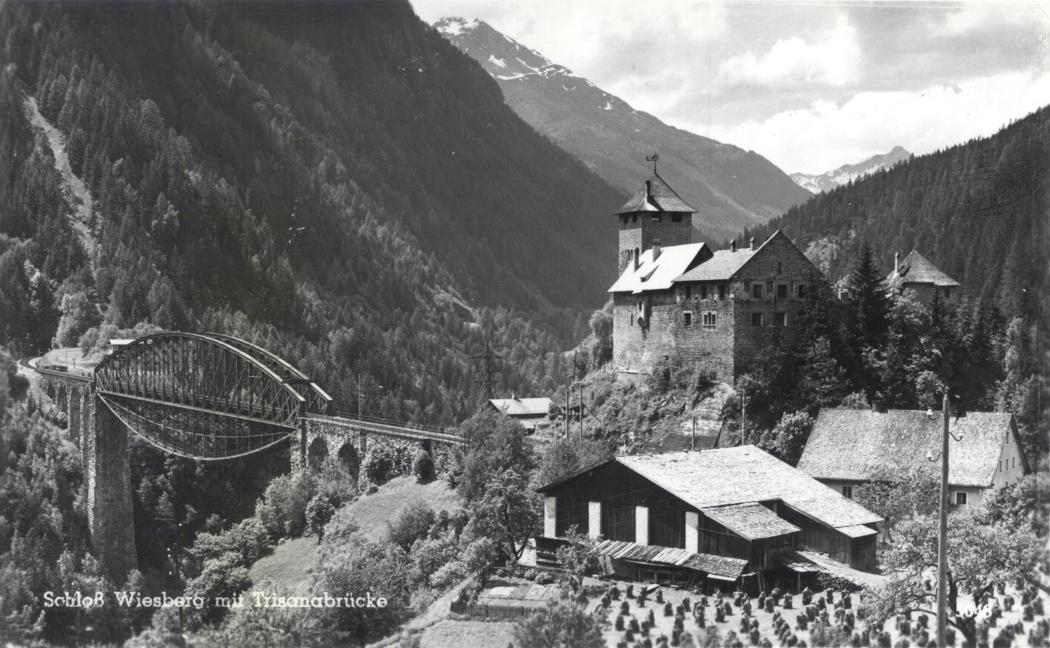
„Wiesberger Brücke“ mit Fischbauch

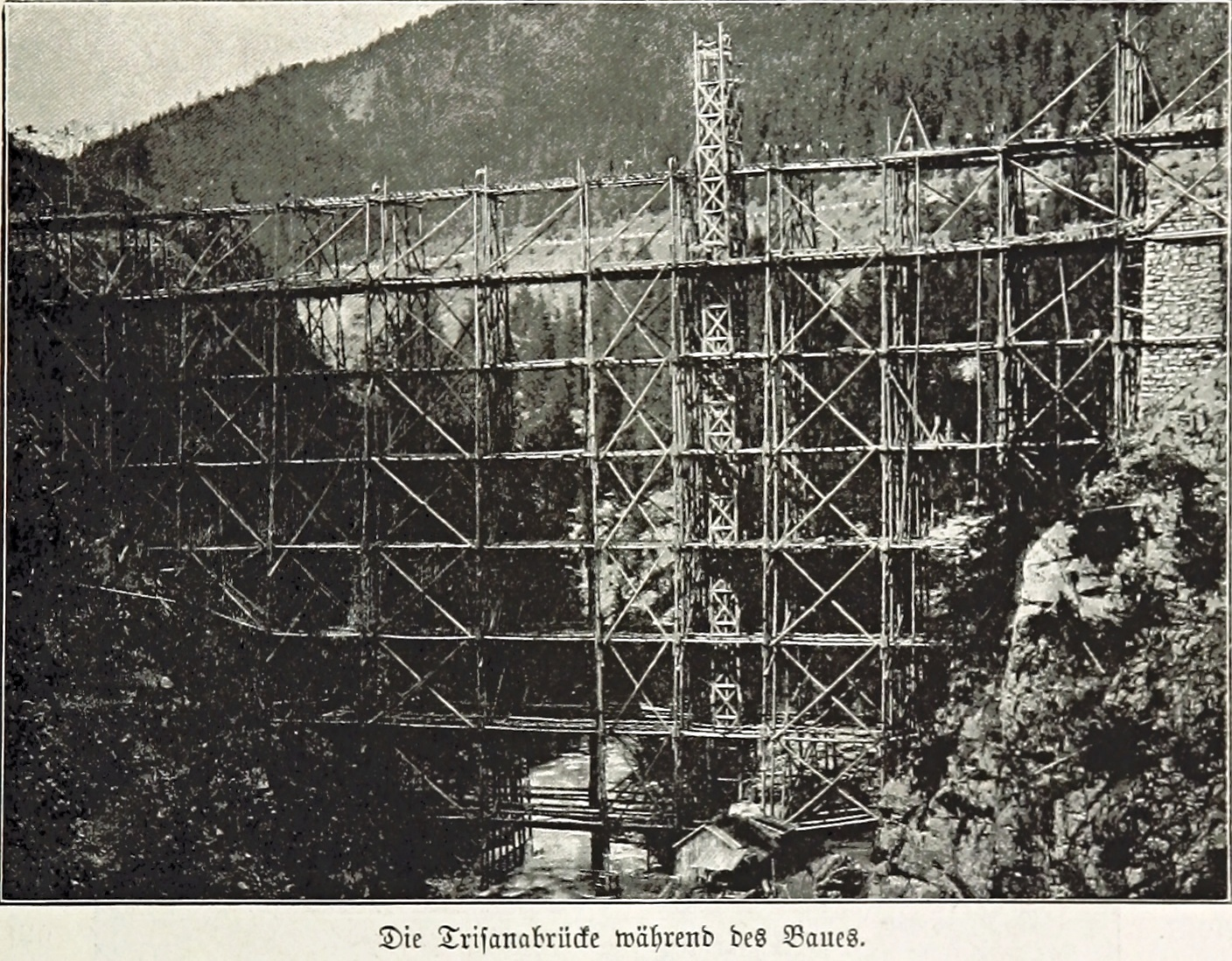
Trisannabrücke während des Baus

Die Trisannabrücke (ugs. auch Wiesberger Brücke) ist ein Ingenieurbauwerk der Arlbergbahn, das unter Eisenbahn-Historikern als technische Meisterleistung und „Europabrücke des 19. Jahrhunderts“ gilt. Sie liegt an Bahnkilometer 80,3 zwischen den Bahnhöfen Pians und Strengen nur knapp hinter der ehemaligen Haltestelle Wiesberg. Direkt am östlichen Brückenkopf liegt Schloss Wiesberg, das als gemeinsames Motiv mit der Brücke noch heute viele Fotografen anlockt.
Das Bauwerk überspannt mit einer Länge von 230 m den Eingang des Paznauns auf einer Höhe von 87 m und quert dabei die Trisanna und die B188 Silvretta Straße. Außerdem befindet sich unterhalb der Brücke ein Wasserkraftwerk.
Die Brücke weist seitlich drei (Ostseite) beziehungsweise vier (Westseite) Steinbögen mit 9 m lichter Weite auf und in der Mitte eine stählerne Stabbogenbrücke, die 120 m weit spannt. Die Bahnstrecke hat auf der gesamten Brückenlänge ein Gefälle von etwa 26 ‰ in Richtung Innsbruck.

## Ursprungsausführung

Maßskizze der Brücke vor Einbau des Fischbauchträgers

1883 wurde die Brücke im Zuge des Arlbergbahnbaus erbaut. Die zu diesem Zweck installierte elektrische Beleuchtung war zu dieser Zeit eine Sensation. Der Baudirektor der Arlbergbahn, Julius Lott, beauftragte den Wiener Experten Ludwig Huss mit dem Brückenbau. Die technische Herausforderung an die Konstruktion von Huss lag in der Tragfähigkeit, die einem Güterzug mit vorgespannten Lokomotiven entsprechen musste. Bis zu 400 Personen arbeiteten an der Errichtung der Trisannabrücke. Nach einer Bauzeit von nur einem Jahr wurde die Brücke 1884 als weitest gespannte Eisenbahnbrücke Österreichs fertiggestellt.
Am 21. September 1884 konnte der Zugverkehr über die Brücke offiziell aufgenommen werden. Am Tag zuvor nahm Kaiser Franz Josef an der feierlichen Eröffnungsfahrt einer Dampflokomotive durch den Arlbergtunnel teil.

### Konstruktionsmerkmale
Das feste Auflager des stählernen Brückenbogens befindet sich auf der Innsbrucker, das bewegliche auf der Bludenzer Seite. Das tiefer gelegene, östliche Lager nimmt auch die Bremskräfte auf. Deshalb sind die sich dort anschließenden drei Gewölbebögen zwei Meter breiter als auf der Westseite gemauert. Die den Hauptbogen tragenden Pfeiler sind 55 und 58 m hoch. Das Gewicht des alten Brückenbogens betrug (inkl. nachträglich eingefügtem Fischbauchträger) etwa 880 t. Der jetzige Bogen wiegt ohne Auflager etwa 720 t.

#### Maße
- Stützweite (in der Schräge gemessen): 120 m
- Gesamtaußenbreite des Stahltragwerks: 8 m
- Mittenabstand der beiden Bögen: 5,60 m
- Lichte Weite zwischen den beiden Bögen: 4,40 m
- Höhe der Bögen: 15 m
- Rastermaß der Hängestangen: 8 m
- Steghöhe des Streckträgers: 3,60 m.

## Verstärkung
1908 wurde das Tragwerk der Trisannabrücke unter Berücksichtigung schwerer Güterzüge nachberechnet. Weiters wies Professor Leopold Örley aus Wien in einem Gutachten auf den „nicht tragfähigen Boden“ hin, sodass von 1911 bis 1916 die Hauptpfeiler und Gewölbe mit Zementmörtel-Injektionen stabilisiert wurden. Die 1925 abgeschlossene Elektrifizierung der Strecke erlaubte höhere Zugmassen und Achslasten. Das erforderte 1923 die Verstärkung der Brücke mit einem Fischbauchträger. Auch das reichte später nicht mehr aus; mehrere schwere, aneinandergekuppelte Wagen mussten vor dem Passieren der Brücke durch das Einreihen von Leerwagen auf Abstand gehalten werden.
Der Schub der gemauerten Gewölbe drückte die oberen Enden der beiden Hauptpfeiler um 18 cm bzw. 20 cm aufeinander zu. Dem musste durch das Einbringen von Stahlbetonverstärkungen, welche diese Schubkräfte über alle drei bzw. vier Gewölbebögen hinweg auf die Brückenenden ableiten, begegnet werden.

## Neukonstruktion
Die beiden Bögen wurden beim Hersteller im Freien liegend und mit einer Überhöhung von ca. 89 mm vormontiert. Bei laufendem Bahnbetrieb wurden die Pfeiler mit Zementinjektionen stabilisiert und ihre Köpfe für die Aufnahme des neuen Brückenbogens umgebaut. Auf beiden Seiten der Brücke sowie unter ihr wurde ein 1360 t schweres Hilfsgerüst, das auf vier je 48 m² großen Fundamenten stand, aufgebaut. Auf der Nordseite des Gerüstes wurde daraufhin der neue Brückenbogen zusammengesetzt. In der Nacht vom 15. auf den 16. November 1964 wurde das alte Stahltragwerk durch die auf der Nordseite des Gerüstes montierte Neukonstruktion ersetzt, indem Letztere in nur 10 Stunden und 20 Minuten auf die Position der alten gedrückt wurde. Gleichzeitig wurde das alte Tragwerk auf die Südseite des Hilfsgerüstes geschoben und dort später zerlegt. Grund für diese komplexe, teure und unter Termindruck ausgeführte Aktion waren die hohen Trassengebühren für über DB-Strecken umgeleitete Züge. Selbst ein Abbau des beim Verschieben störenden Fischbauchträgers der alten Brücke, der zehn zusätzliche Stunden Streckensperre erfordert hätte, unterblieb aus diesem Grund. Abschließend fand eine Belastungsprobe mit drei Lokomotiven der Baureihe 1020, die mit einer Dampflok auf die Brücke geschoben wurden, statt. Die maximale Durchbiegung der jetzigen Brücke unter dem Gewicht eines Regellastenzuges beträgt etwa 107 mm.
Das Verschieben der Brückentragwerke mit einem Gesamtgewicht von 1600 t sorgte für großes Aufsehen weit über Österreichs Grenzen hinaus.